# Liste der Monuments historiques in Bondues
Die Liste der Monuments historiques in Bondues führt die Monuments historiques in der französischen Gemeinde Bondues auf.

## Liste der Bauwerke
| Bezeichnung          | Beschreibung | Standort | Kennzeichnung | Schutzstatus | Datum     | Bild           |
| -------------------- | ------------ | -------- | ------------- | ------------ | --------- | -------------- |
| Schloss Le Vert-Bois | Erbaut 1777  | (Lage)   | PA00107380    | Inscrit      | 1962 1987 | weitere Bilder |

## Liste der Objekte
- Monuments historiques (Objekte) in Bondues in der Base Palissy des französischen Kultusministeriums